# Anne Veski
Anne Veski   (Rapla, 27 de febrer de 1956) (nascuda Anne Vaarmann) és una cantant pop estoniana.

## Biografia

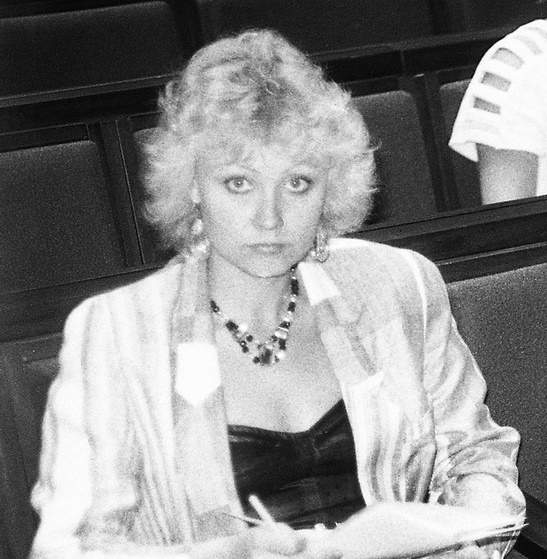
Anne Veski el 1988

Anne Veski va néixer com a Anne Vaarmann a Rapla, Estònia. Es va graduar a l'escola musical de la ciutat, després de la qual va ingressar a la Universitat de Tecnologia de Tallinn, estudiant planificació industrial. Es va graduar a la universitat l'any 1978, com a economista. En acabar la seva formació, es va convertir en cantant professional i va començar a treballar com a solista amb els conjunts Mobile i Vitamiin. La seva primera cançó d'èxit notable en estonià va ser Roosiaia kuninganna " ("Reina del Jardí de Roses") el 1980. Altres èxits estonians destacats van ser Troopikaöö ("Nit tropical") el 1979, Viimane Vaatus ("Últim acte"), el 1983 i Jääd või ei?" ("Et quedaràs o no?") el 1986.
Després d'haver organitzat el conjunt Nemo, Veski va començar la seva carrera en solitari el 1984. Aquest mateix any, va participar al Festival Internacional de la Cançó de Sopot a Polònia. En el concurs, va rebre els primers premis en dues categories: l'Amber Nightingale per a la millor interpretació d'una cançó polonesa (amb l'entrada Polka Idolka) i el Festival de la Cançó d'Intervisió per la cançó Nadezhda gasnet. El Primer Premi Intervisió va ser, de fet, un segon classificat, ja que la guanyadora Krystyna Giżowska va rebre el Gran Premi.
Les cançons populars en rus en el seu repertori inclouen Vozmi menya s soboy ("Porteu-me amb vosaltres"; 1983), Milyy, goryacho lyubimyy ("My Darling Beloved One"; 1994) i  Radovat'cya zhyzni ("Gaudiu de la vida"; 2001).
El 1987, Veski va actuar al documental rock estonià Pingul keel (Corda tensa) amb altres cantants i músics estonians  com Urmas Alender, Ivo Linna i Tõnis Mägi.
A principis de la dècada del 1990, Veski i V. Dovganiy van organitzar una col·lecció de roba de pell per a la venda a Tallinn i Moscou.

## Família
Veski es va casar per primera vegada amb el lletrista Jaak Veski (1956–1994) el 1977. La seva filla Kerli Veski és diplomàtica i ha treballat al consolat d'Estònia a Moscou. La parella es va divorciar el 1981. El segon matrimoni de Veski va ser amb el seu gerent, Benno Beltšikov. Beltšikov va morir l'1 de maig de 2022, als 74 anys.

## Agraïments
- Artista meritat de la RSS d'Estònia (1984)

- Orde de l'Estrella Blanca, classe V

## Discografia seleccionada
- Anne Veski (1983)

- Поет Анна Вески (1983) EP

- Позади крутой поворот (1984) EP

- Sind aeda viia tõotan ma! (1985)

- Я обещаю вам сады (1985)

- Радоваться жизни (1986) EP

- Pihtimus (1995)

- Armukarneval (2000)

- Diiva (2000)

- Не грусти, человек (2002)

- Lootus (2003)

- Ни о чем не жалейте (2004)

- En directe 2008 (2008)

- Ingleid ei (2009)

- Kõike juhtub / Все бывает (2010)

- Sünnipäev kahele (2011)

- Kallis, kuula (2013)

- Võta minu laul (2016)

- Ma tänan teid: juubelikontserdi en directe (2016)

- Anne Veski "Veereb, aeg nii veereb" (2018)

### Col·laboracions
- Anne Veski i ansambel "Muusik-Seif" (1983), Anne Veski i Muusik-Seif

- Tänan! (1988), Anne Veski i Nemo

- Kutse tantsule nr. 9: Suvekuningannad (1998), Anne Veski i Marju Länik

- Sünnipäev kahele (2011), Anne Veski i Ain Tammesson